# Ansienulina
Genre
Ansienulina est un genre d'araignées aranéomorphes de la famille des Salticidae.

## Distribution
Les espèces de ce genre se rencontrent au Kenya, en Angola, en Namibie et en Côte d'Ivoire.

## Liste des espèces
Selon World Spider Catalog (version 23.5, 25/10/2022) :
- Ansienulina lamottei Wesołowska & Russell-Smith, 2022
- Ansienulina mirabilis Wesołowska, 2015

## Publication originale
- Wesołowska, 2015 : « Ansienulina, a new genus of jumping spiders from tropical Africa (Araneae: Salticidae: Thiratoscirtinae). » African Invertebrates, vol. 56, no 2, p. 477-482 (texte intégral).